# Peter Strasser
Peter Strasser (Hannover, 1º aprile 1876 – Wells-next-the-Sea, 5 agosto 1918) è stato un dirigibilista, capitano di fregata della Kaiserliche Marine tedesco e principale sostenitore dell'uso bellico dei dirigibili rigidi durante la prima guerra mondiale, nonché grande amico del Conte Ferdinand von Zeppelin e dell'ingegnere Hugo Eckener.

## Biografia
Nacque ad Hannover il 1 aprile 1876, figlio dell’architetto August. Tra il 1883 e il 1885 studiò presso il locale Ginnasio Kaiser Wilhelm I, e dopo che la sua famiglia si trasferì a Bruchsal completò la sua istruzione secondaria. Il 16 aprile 1894  si arruolò nella Kaiserliche Marine come Seekadett, imbarcandosi come cadetto sulle navi scuola Stein e Moltke, frequentando poi la Scuola  della fanteria di marina di Kiel, e successivamente di Wilhelmshaven. Promosso Leutnant nel 1895, divenne Leutnant zur See il 25 ottobre 1897,  prestando servizio a bordo dell’incrociatore protetto  a Hertha, appartenente alla squadra navale dell’Estremo Oriente, fino al 1899. Prestò poi servizio presso la II. Werftdivision di Wilhelmshaven venendo promosso Kapitänleutnant. Completato l'addestramento come ufficiale d'artiglieria, s'imbarcò sulle navi da battaglia Mecklenburg e Westfalen.
Divenuto Korvettenkapitän, il 13 settembre 1913 fu nominato dal Reichsmarineamt comandante della Marine-Luftschiff-Abteilung al posto del Korvettenkapitän Friedrich Metzing,  deceduto il 9 settembre 1913,  nell'incidente aereo che aveva portato alla perdita del primo dirigibile navale tedesco, L-1. Quando anche il rimanente dirigibile L-2 andò perso in un incidente,  egli dovette completare gli studi teorici e pratici sull'impiego dei dirigibili volando a bordo dell'LZ-17 Sachsen utilizzato per impieghi civili.
Un altro dirigibile, l'LZ-13 Hansa, venne affittato dalla marina per l’addestramento degli equipaggi navali, mentre si iniziarono a costruire nuove aeronavi. Allo scoppio della prima guerra mondiale risultava in servizio un solo dirigibile, lo LZ-24 (denominazione navale L-3) che sotto il personale comando di Strasser, aveva partecipato alle manovre della Marina Imperiale tenutesi poco prima dell’inizio della guerra. Durante la guerra il Marine-Luftschiff-Abteilung passò da una forza iniziale di 12 ufficiali e 340 uomini, a 7.000 effettivi. Formalmente subordinati alla forza di esplorazione della Flotta d'alto mare, al comando del contrammiraglio Franz von Hipper, i dirigibili della marina furono subito impiegati in missioni di pattugliamento sul Mare del Nord.
Fautore dell'impiego su larga scala dei dirigibili contro obiettivi militari e civili in Inghilterra, in questo sostenuto dall'Ammiragliato tedesco, ottenne il permesso del Kaiser Guglielmo II il 26 dicembre 1914, e la prima incursione ebbe luogo il 19 gennaio 1915, mentre il permesso di colpire Londra fu ottenuto nel maggio 1915, con la prima incursione effettuata il 31 dello stesso mese. Quando il 18 gennaio 1916 l'ammiraglio Reinhard Scheer assunse il comando della flotta, in sostituzione dell'ammiraglio Hugo von Pohl, tentò in tutti i modi di attenuare l'indipendenza di cui godeva Strasser, ma senza successo. Infatti nel settembre 1916 fu coniato per lui il grado di Führer der Luftschiffe, e visti i risultati ottenuto il 20 agosto 1917 fu decorato con l'Ordine Pour le Mérite, che gli fu consegnato dieci giorni dopo dall'ammiraglio Scheer in una apposita cerimonia tenutasi ad Ahlhorn. Il 5 agosto 1918 condusse personalmente una grande incursione notturna contro la Gran Bretagna, cui parteciparono cinque dirigibili. Gli obiettivi erano Boston, Norwich e l'estuario del fiume Humber. Imbarcatosi sull'L 70,  l'aeronave fu intercettata da un De Havilland DH-4, pilotato dal maggiore Egbert Cadbury, e con a bordo come mitragliere posteriore il maggiore Robert Leckie, e abbattuto a nord di Wells-next-the-Sea, sulla costa del Norfolk. Nessuno dei 23 uomini a bordo sopravvisse, e tale missione fu l'ultimo attacco contro l'Inghilterra compiuto dai dirigibili della marina tedesca.
Considerato tra i fautori della "guerra aerea" e della "guerra totale", questi fatti portarono all'attribuzione del suo nome alla nave gemella, rimasta sullo scalo, della portaerei Graf Zeppelin, mai per altro entrata in servizio.

### Annotazioni
1. ↑  Si trattava di un nuovo tipo di dirigibile, progettato nella speranza di poter colpire New York.
2. ↑  Quando giunse al comando si stancò mai di sperimentare nuove soluzioni, e provò personalmente uno tra i primi sky basket realizzati.

### Fonti
1. ↑  Castle 2008, p. 12.
2. 1 2 3 4  Mlynek 2002, p. 352.
3. 1 2 3 4  Robinson 1980, p. 31.
4. 1 2  Robinson 1980, p. 46.
5. ↑  Robinson 1980, p. 36.
6. 1 2  Robinson 1980, p. 39.
7. ↑  Robinson 1980, p. 48.
8. 1 2 3  Robinson 1980, p. 54.
9. 1 2  Robinson 1980, p. 61.
10. ↑  Robinson 1980, p. 64.
11. ↑  Robinson 1980, p. 81.
12. ↑  Robinson 1980, p. 44.
13. ↑  Robinson 1980, p. 95.
14. 1 2  Robinson 1980, p. 141.
15. ↑  Möller 1935, pp. 389-390.
16. ↑  Robinson 1980, p. 355.
17. ↑  Robinson 1980, p. 342.
18. ↑  Robinson 1980, p. 358.
19. 1 2 3  Lawson, Lawson 1996, pp. 79-80.
20. 1 2 3 4 5 6 7  Marine-Kabinett, Rangliste der Kaiserlich Deutschen Marine für das Jahr 1916, Mittler & Sohn Verlag, Berlin, 1916, pag.17.